# Andreas Berger
Andreas Berger, född 9 juni 1961, är en friidrottare från Österrike. Han deltog vid olympiska sommarspelen 1988 och olympiska sommarspelen 1992.